# Cidaria rufescens
Cidaria rufescens là một loài bướm đêm trong họ Geometridae.